# Maryna Tschernyschowa
Maryna Witalijiwna Tschernyschowa (ukrainisch Марина Віталіївна Чернишова, engl. Transkription Maryna Vitaliyivna Chernyshova; * 25. Juni 1999) ist eine ehemalige ukrainische Tennisspielerin.

## Karriere
Tschernyschowa, die ihr Spiel auf Sandplätzen bevorzugte, begann im Alter von sechs Jahren mit dem Tennis.
Während ihrer Karriere gewann sie je neun Einzel- und Doppeltitel der ITF Women’s World Tennis Tour.

## Turniersiege

### Einzel
| Nr. | Datum              | Turnier         | Kategorie   | Belag | Finalgegnerin         | Ergebnis        |
| --- | ------------------ | --------------- | ----------- | ----- | --------------------- | --------------- |
| 1.  | 22. April 2017     | Schymkent       | ITF $15.000 | Sand  | Anastassija Pribylowa | 6:3, 6:3        |
| 2.  | 5. August 2017     | Iwano-Frankiwsk | ITF $15.000 | Sand  | Karin Kennel          | 6:4, 3:6, 6:0   |
| 3.  | 26. November 2017  | Antalya         | ITF $15.000 | Sand  | Dia Ewtimowa          | 3:6, 7:5, 6:0   |
| 4.  | 3. Dezember 2017   | Antalya         | ITF $15.000 | Sand  | Amina Anschba         | 6:4, 6:4        |
| 5.  | 24. Dezember 2017  | Antalya         | ITF $15.000 | Sand  | Alina Silitsch        | 6:0, 6:710, 6:1 |
| 6.  | 15. September 2018 | Almaty          | ITF $15.000 | Sand  | Darja Lodikowa        | 6:4, 6:3        |
| 7.  | 17. Februar 2019   | Antalya         | ITF W15     | Sand  | Yūki Naitō            | 7:63, 2:6, 6:2  |
| 8.  | 10. März 2019      | Antalya         | ITF W15     | Sand  | Eléonora Molinaro     | 6:4, 6:4        |
| 9.  | 8. September 2019  | Zagreb          | ITF W60     | Sand  | Réka Luca Jani        | 6:1, 6:4        |

### Doppel
| Nr. | Datum              | Turnier         | Kategorie   | Belag | Partnerin             | Finalgegnerinnen                           | Ergebnis          |
| --- | ------------------ | --------------- | ----------- | ----- | --------------------- | ------------------------------------------ | ----------------- |
| 1.  | 13. Mai 2017       | Antalya         | ITF $15.000 | Sand  | Kateryna Sliusar      | Tayisiya Morderger Yana Morderger          | 6:2, 7:60         |
| 2.  | 14. Juli 2017      | Prokuplje       | ITF $15.000 | Sand  | Darja Lodikowa        | Natalie Suk Kateřina Vaňková               | 3:6, 6:4, [10:4]  |
| 3.  | 4. August 2017     | Iwano-Frankiwsk | ITF $15.000 | Sand  | Weronika Kapschaj     | Elena-Teodora Cadar Oleksandra Koraschwili | 4:6, 6:2, [11:9]  |
| 4.  | 25. November 2017  | Antalya         | ITF $15.000 | Sand  | Swjatlana Piraschenka | Dia Ewtimowa Réka Luca Jani                | 6:4, 6:1          |
| 5.  | 16. Dezember 2017  | Antalya         | ITF $15.000 | Sand  | Alina Silitsch        | Eleni Kordolaimi Jasmina Tinjić            | 6:3, 6:73, [10:8] |
| 6.  | 14. April 2018     | Tunis           | ITF $25.000 | Sand  | Seone Mendez          | Amina Anschba Anastasia Grymalska          | 7:65, 6:4         |
| 7.  | 13. Juli 2018      | Knokke          | ITF $15.000 | Sand  | Anna Ukolowa          | Melina Ferrero Sofía Luini                 | 1:6, 6:1, [10:8]  |
| 8.  | 14. September 2018 | Almaty          | ITF $15.000 | Sand  | Vlada Katic           | Albina Xabibulina Xenija Palkina           | 7:63, 6:2         |
| 9.  | 28. September 2019 | Brünn           | ITF W25     | Sand  | Chantal Škamlová      | Ania Hertel Vivien Juhászová               | 6:74, 6:4, [10:4] |